# جيروم دنيس
جيروم دنيس (بالإنجليزية: Jerome Dennis)‏ هو لاعب كرة قدم أمريكية ولاعب كرة القدم الكندية أمريكي، ولد في 6 ديسمبر 1981 في كارسون في الولايات المتحدة.

## وصلات خارجية
- جيروم دنيس على موقع JustSportsStats.com (الإنجليزية)